# Scorpiops xui
Espèce
Synonymes
- Euscorpiops xui Sun & Zhu, 2010

Scorpiops xui est une espèce de scorpions de la famille des Scorpiopidae.

## Distribution
Cette espèce est endémique du Yunnan en Chine. Elle se rencontre dans la préfecture de Pu'er dans le Xian de Menglian.

## Description

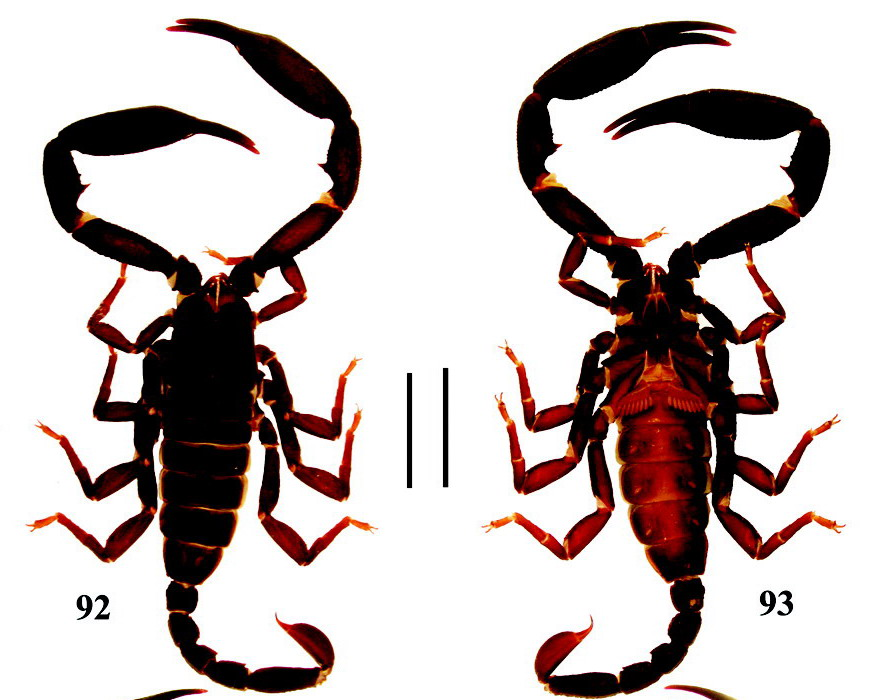
Scorpiops xui ♂

Le mâle paratype mesure 54,1 mm et les femelles de 62,5 à 64,7 mm.

## Systématique et taxinomie
Cette espèce a été décrite sous le protonyme Euscorpiops xui par Sun et Zhu en 2010. Elle est placée dans le genre Scorpiops par Kovařík, Lowe, Stockmann et Šťáhlavský en 2020.

## Étymologie
Cette espèce est nommée en l'honneur de Ji-shan Xu.

## Publication originale
- Sun & Zhu, 2010 : « One new species of scorpion belonging to the genus Euscorpiops Vachon, 1980 from Yunan, China (Scorpiones: Euscorpiidae, Scorpiopinae). » Zootaxa, no 2399, p. 61–68.